# Wangerooge
Wangerooge là một trong 32 hòn đảo thuộc quần đảo Frisia ở Biển Bắc nằm gần bờ biển Hà Lan, Đức và Đan Mạch. Đây cũng là một đô thị thuộc huyện Friesland trong bang Niedersachsen thuộc Đức. Đô thị này có diện tích 4,97 km².
Hòn đảo này thu hút du khách nhờ các bãi biển, các tiện nghi nghỉ dưỡng. 

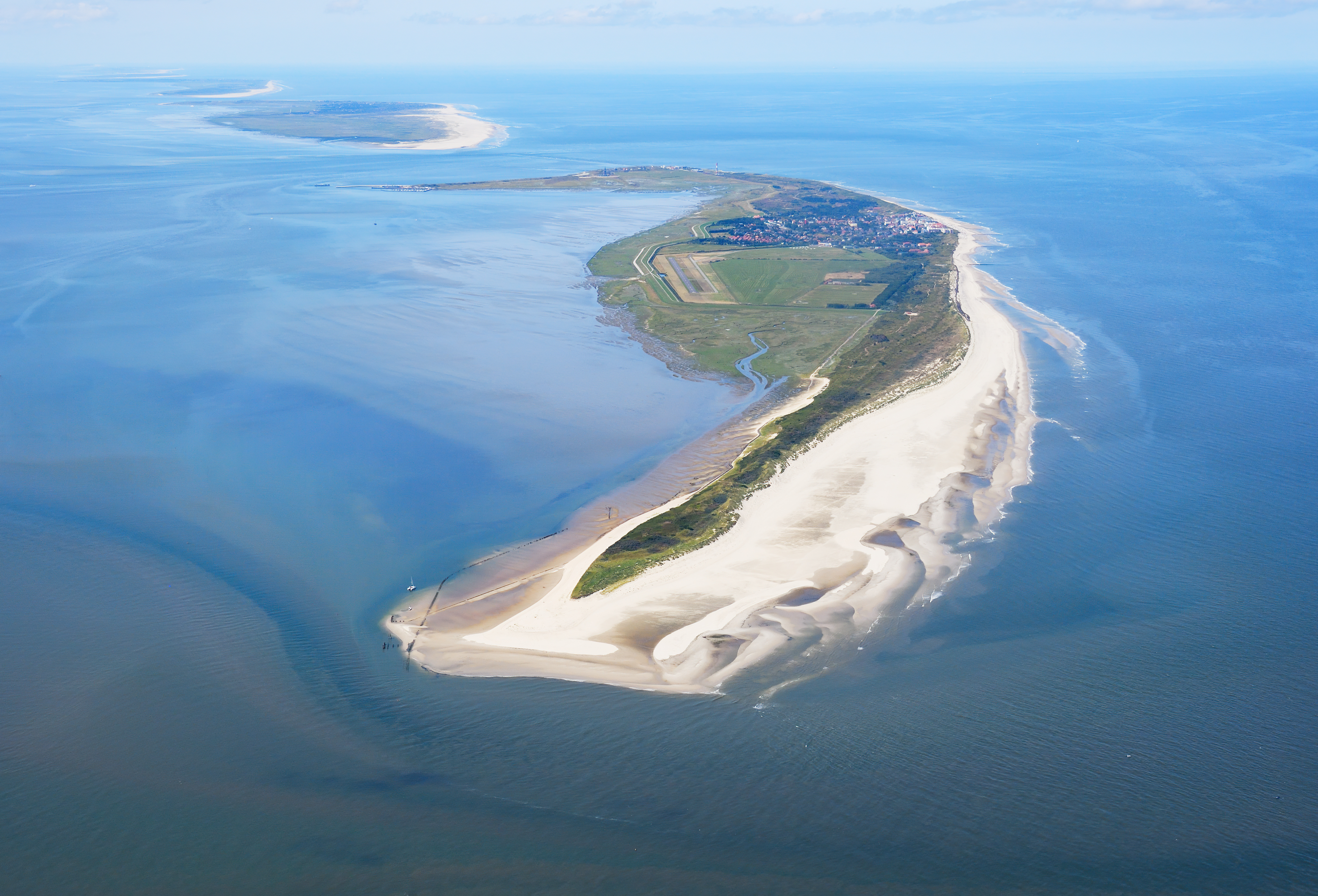
Wangerooge
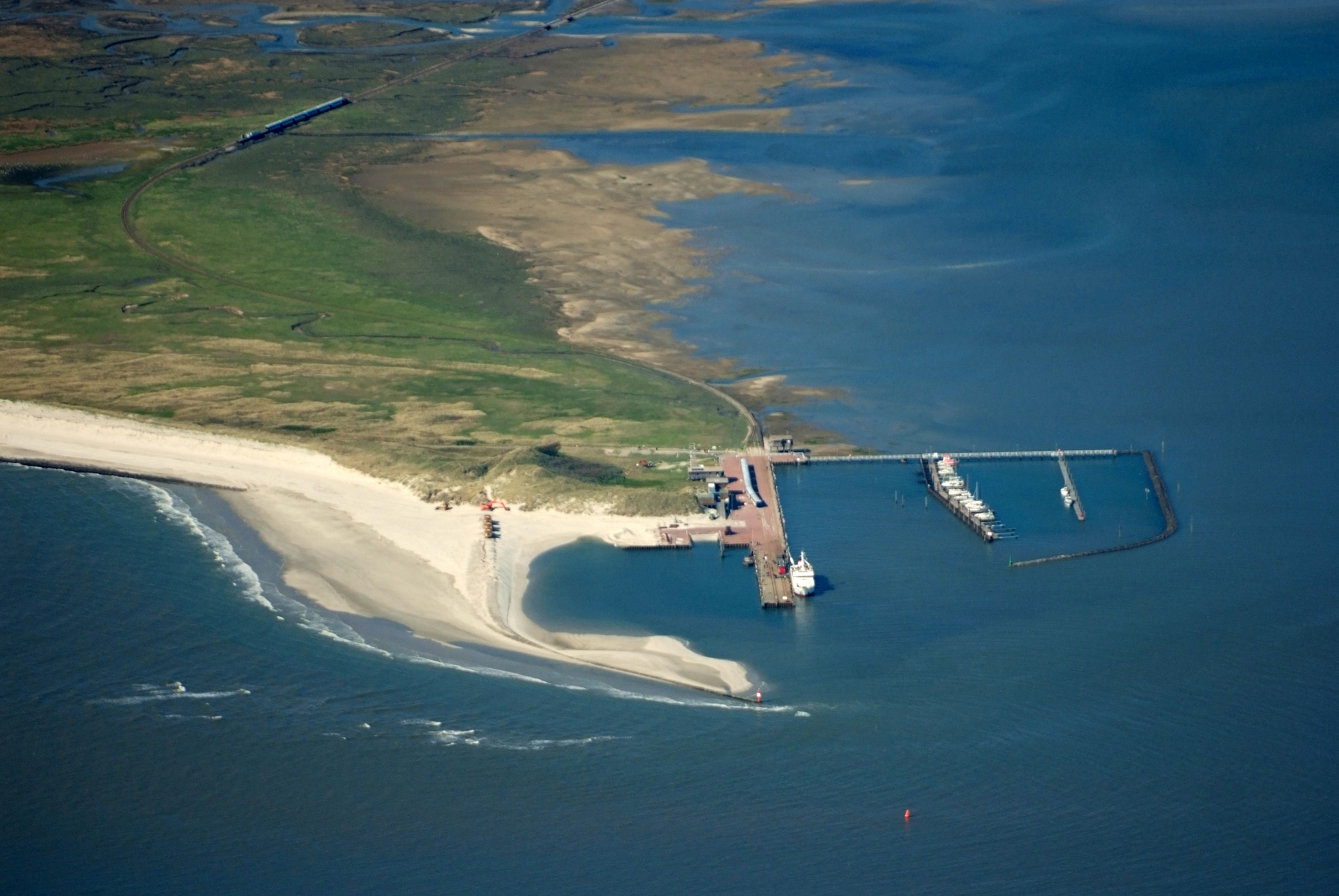
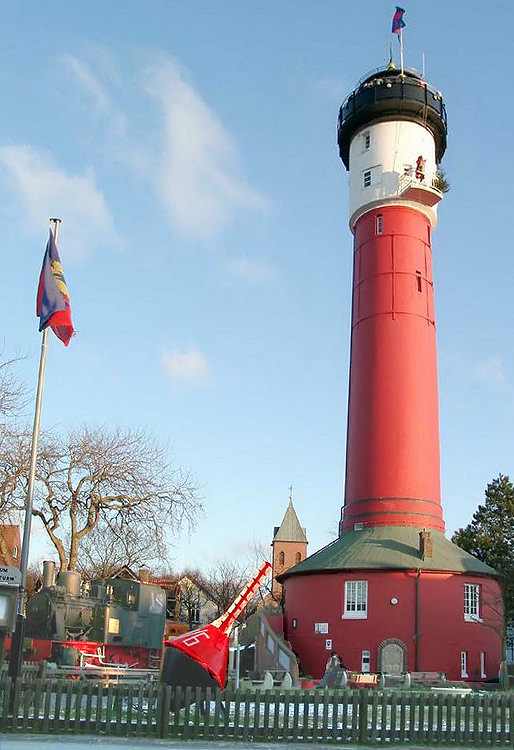
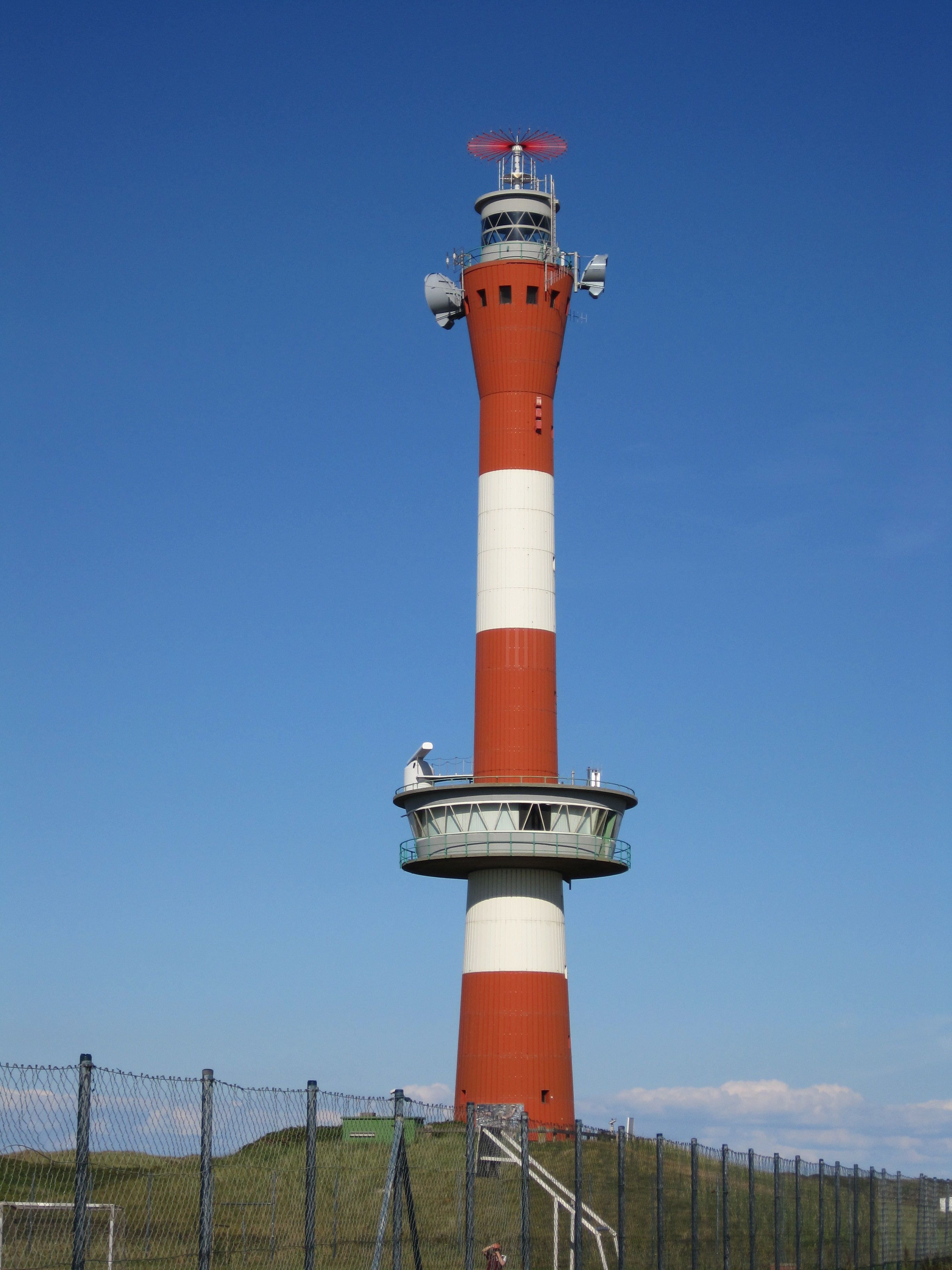
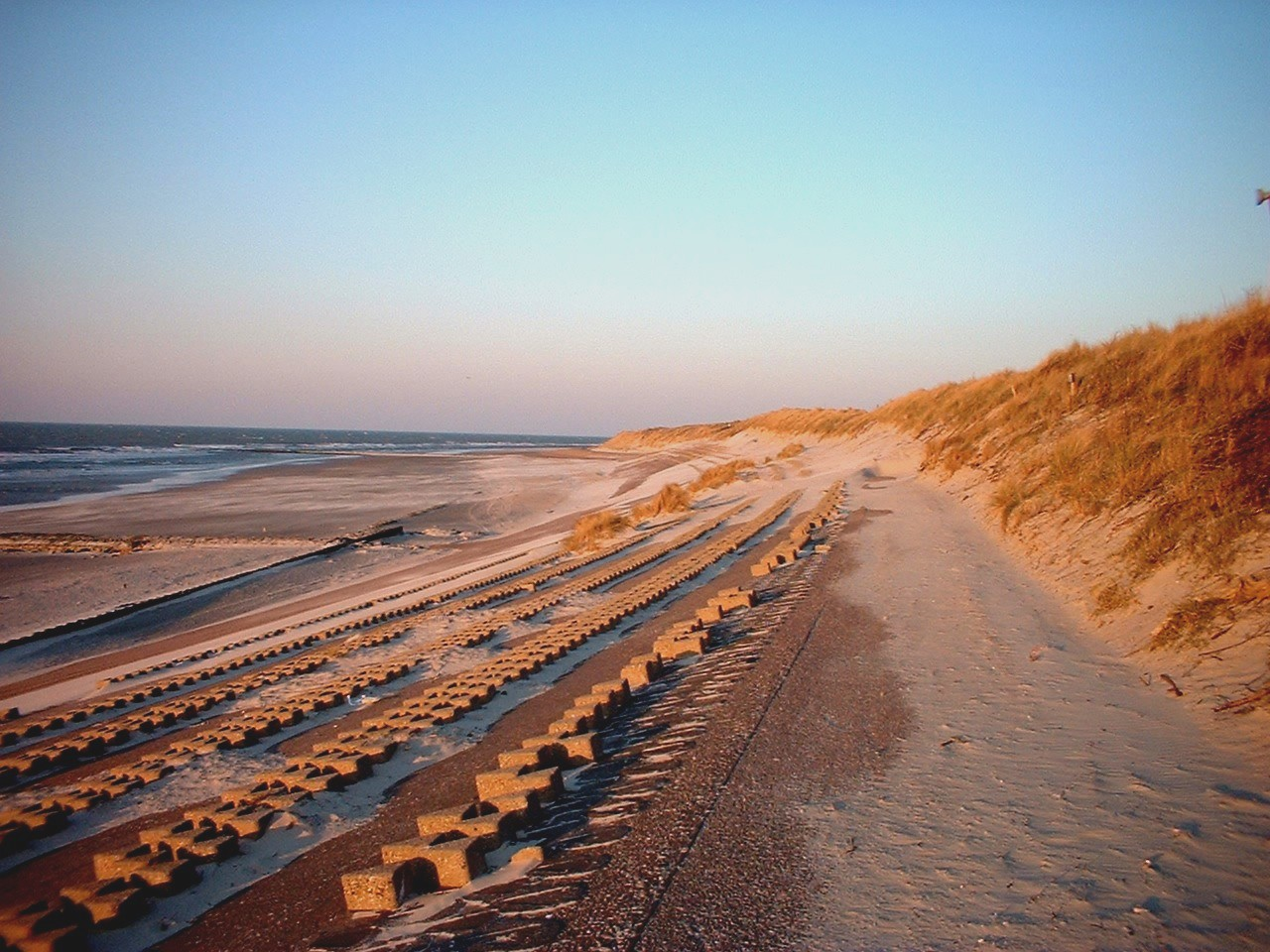
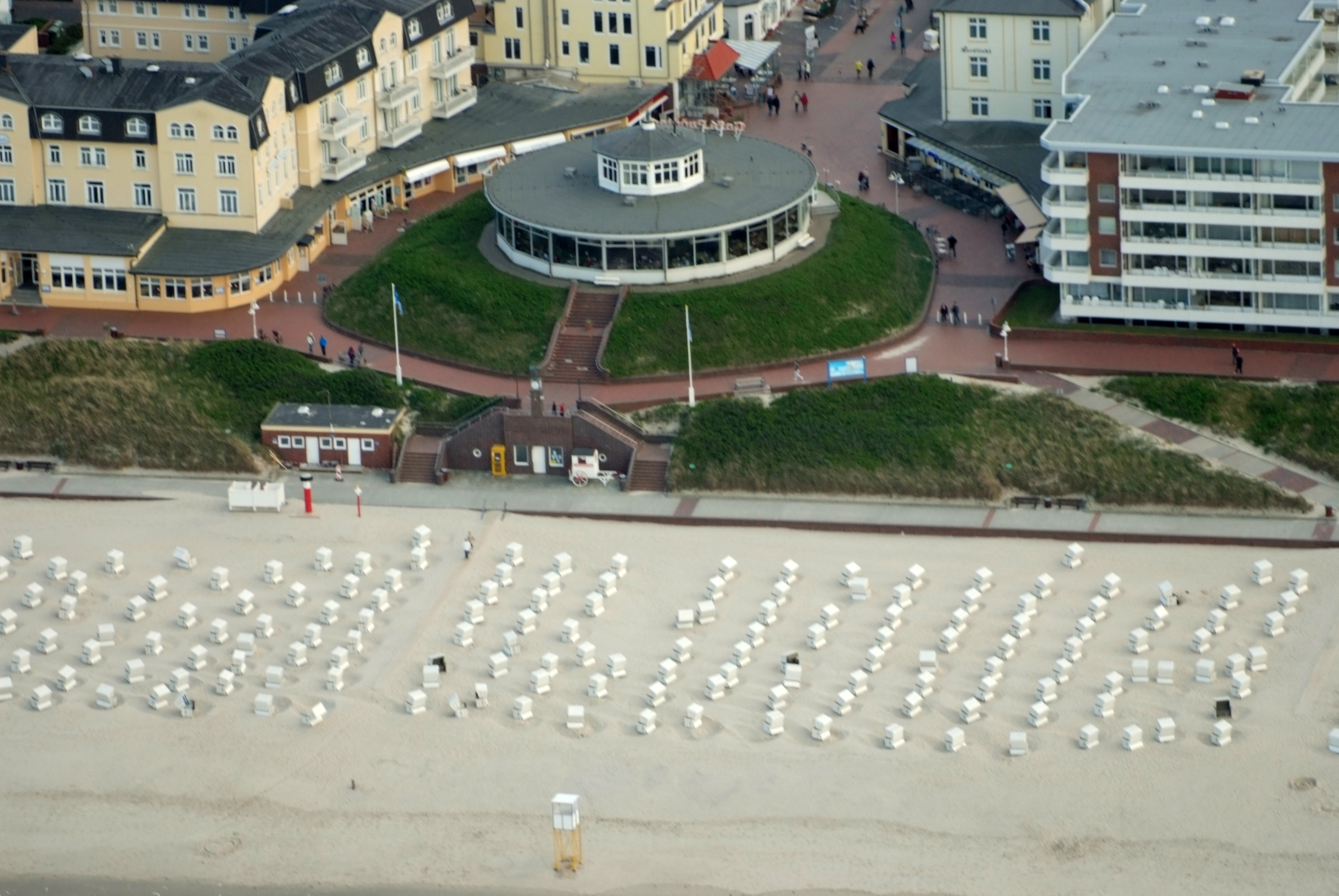
Café Pudding